# Brezje pri Rožnem Dolu
Brezje pri Rožnem Dolu – wieś w Słowenii, w gminie Semič. W 2018 roku liczyła 7 mieszkańców.